# Greg Buckner
Pour les articles homonymes, voir Buckner.
Greg Derayle Buckner (né le 16 septembre 1976 à Hopkinsville, Kentucky, États-Unis) est un joueur puis entraîneur américain de basket-ball.

## Biographie
Sélectionné lors du second tour de la draft 1998 par les Mavericks de Dallas après avoir joué en NCAA avec les Tigers de Clemson, il joue pour les Mavericks, pour les 76ers de Philadelphie, pour les Nuggets de Denver, pour les Timberwolves du Minnesota et finit sa carrière aux Grizzlies de Memphis.
Lors de la saison 2004-2005, il est troisième dans la catégorie des points marqués sur le nombre de tirs tentés.
Après sa carrière de joueur, il entame une carrière d'entraîneur.
En juin 2024, Buckner rejoint les Bucks de Milwaukee comme entraîneur adjoint.